# Malte Gather
Malte Christian Gather  ist ein deutscher Physiker und Chemiker, der 2019 mit der Alexander-von-Humboldt-Professur ausgezeichnet wurde und seither an der Universität zu Köln lehrt und forscht.

## Leben
Gather studierte Physik am Imperial College London und an der Universität zu Köln, wo er 2008 im Fachbereich Chemie mit einer Dissertation zum Thema Electronic, Optical and Lifetime Aspects of Organic Light-Emitting Diodes promoviert wurde. Danach folgten Stationen als Research Fellow an der Universität von Island in Reykjavík und an der Harvard University in Boston. 2011 trat er eine Juniorprofessur an der Technischen Universität Dresden an. Im Oktober 2019 wechselte er zur Universität zu Köln, wo er seine Humboldt-Professur antrat.

## Wirken
Gather beschäftigt sich mit seiner Forschung mit zellimplantierten Lasern im Mikro- und Nanomaßstab, mit der Elastic Resonator Interference Stress Microscopy (ERISM) zur Untersuchung von mechanischen Kräften in lebenden Zellen, mit der Verwendung organischer Leuchtdioden (OLEDS) als Lichtquelle in biomedizinischen Implantaten und mit den Grundlagen der Wechselwirkung zwischen Licht und weicher Materie.

## Veröffentlichungen (Auswahl)
- Martin T. Hill, Malte C. Gather: Advances in small lasers. In: Nature Photonics. Band 8, Nr. 12, 2014, S. 908–918, doi:10.1038/nphoton.2014.239.
- Alexander J. C. Kuehne, Malte C. Gather: Organic Lasers: Recent Developments on Materials, Device Geometries, and Fabrication Techniques. In: Chemical Reviews. Band 116, Nr. 21, 2016, S. 12823–12864, doi:10.1021/acs.chemrev.6b00172.
- Nils M. Kronenberg, Philipp Liehm, Anja Steude, Johanna A. Knipper, Jessica G. Borger, Giuliano Scarcelli, Kristian Franze, Simon J. Powis, Malte C. Gather: Long-term imaging of cellular forces with high precision by elastic resonator interference stress microscopy. In: Nature Cell Biology. Band 19, Nr. 7, 2017, S. 864–872, doi:10.1038/ncb3561.
- Vasileios C. Nikolis, Andreas Mischok, Bernhard Siegmund, Jonas Kublitski, Xiangkun Jia, Johannes Benduhn, Ulrich Hörmann, Dieter Neher, Malte C. Gather, Donato Spoltore, Koen Vandewal: Strong light-matter coupling for reduced photon energy losses in organic photovoltaics. In: Nature Communications. Band 10, Nr. 1, 2019, S. 3706, doi:10.1038/s41467-019-11717-5, PMID 31420555.
- E. Dalaka, N. M. Kronenberg, P. Liehm, J. E. Segall, M. B. Prystowsky, M. C. Gather: Direct measurement of vertical forces shows correlation between mechanical activity and proteolytic ability of invadopodia. In: Science Advances. Band 6, Nr. 11, 2020, S. eaax6912, doi:10.1126/sciadv.aax6912, PMID 32195338.
- Sabina Hillebrandt, Chang-Ki Moon, Adriaan J. Taal, Henry Overhauser, Kenneth L. Shepard, Malte C. Gather: High-Density Integration of Ultrabright OLEDs on a Miniaturized Needle-Shaped CMOS Backplane. In: Advanced Materials. Band 36, Nr. 20, 2024, S. 2300578, doi:10.1002/adma.202300578.

## Auszeichnungen
- 2012: Rudolf-Kaiser-Preis[7]
- 2019 Alexander-von-Humboldt-Professur
- 2024: ERC Advanced Grant des European Research Council[8]